# 深海巨大小頭魷
深海巨大小頭魷（学名：Megalocranchia abyssicola）为小頭魷科巨大小頭魷屬下的一个种。